# Râul Pișcov
Râul Pișcov este un curs de apă, afluent al râului Bașeu. 